# InterCity Bornholm
Der InterCity Bornholm war eine Intercity-Zugverbindung der DSB von Kopenhagen Hauptbahnhof nach Ystad in Schweden. Der Zug hielt unterwegs am Flughafen Kopenhagen-Kastrup sowie in Svedala und Skurup und endete in Ystad 200 Meter vom Fährhafen entfernt. Die Ankunft des Zuges war auf die Abfahrt der Schnellfähre nach Rønne auf Bornholm abgestimmt, so dass direkt auf die Fähre umgestiegen werden konnte.
Der InterCity Bornholm wurde im Zusammenhang mit der Eröffnung der Öresundbrücke im Jahr 2000 eingeführt, mit der Züge ohne Einsatz von Fähren direkt zwischen Dänemark und Schweden verkehren konnten.

## Wagenmaterial und Einzelheiten zum Verkehr
Anfangs wurde die dieselbetriebene Baureihe MF (IC3) eingesetzt. Nachdem in Fosie, einem Stadtteil von Malmö, eine Gleisverbindung elektrifiziert wurde, konnten die elektrischen Øresund-Zugeinheiten der Baureihe ET verwendet werden, die eine höhere Sitzplatzkapazität hatten und unter der schwedischen Oberleitung verkehren konnten.
Die Züge fuhren mehrmals täglich vom Hauptbahnhof in Kopenhagen ab, meist von Gleis 26, das etwa 5 bis 10 Minuten Fußweg von den anderen Gleisen entfernt ist. Sie verkehrten das ganze Jahr. Verstärkung war vor allem im Frühjahr und Frühsommer notwendig, als Zehntausende von Schulkindern aus ganz Dänemark nach Bornholm fuhren.
Tariflich gesehen handelte es sich beim InterCity Bornholm um einen Korridorzug, da die DSB trotz Bedienung der schwedischen Halte in Svedala und Skurup nur Fahrkarten und Reservierungen von/nach Rønne verkauften. Die Züge hielten daher nicht in Malmö, sondern umfuhren die Stadt südlich.

## Betriebseinstellung
Aufgrund der Vereinbarung über den Fährdienst nach Bornholm ab 2014 wurde von politischer Seite beschlossen, die Verbindung ab dem Fahrplanwechsel 2017/18 entfallen zu lassen. Die letzte Abfahrt des InterCity Bornholm erfolgte am 9. Dezember 2017.
DSB-Tickets für die gesamte Strecke von Kopenhagen H nach Rønne sind weiterhin erhältlich. Anstelle des direkten Zugs fährt der normale Øresundzug nach Malmö (Bahnhöfe Malmö C, Triangle oder Hyllie), von wo der lokale Pågatåg nach Ystad verkehrt. Dadurch wurde die Reisezeit von Ystad nach Kopenhagen um etwa sechs Minuten und in umgekehrter Richtung um etwas mehr als eine halbe Stunde verlängert.